# Australopithecus deyiremeda
Australopithecus deyiremeda é uma espécie de primata fóssil da família Hominidae. Seus restos fósseis foram encontrada em Woranso–Mille na região de Afar, Etiópia, e foram datados do Plioceno com idade entre 3.3 a 3.5 milhões de anos.
A. deyiremeda e A. afarensis ocorreram no mesmo período geológico entre 3.5 e 3.3 milhões de anos e na mesma região, corroborando a hipótese de que várias espécies de hominídeos co-existiram num mesmo período de tempo.

## Descobrimento
Em 4 de março de 2011, foram encontrados 3 fósseis de ossos maxilares na área de estudos paleontológicos Woranso-Mille, localizado na Região Afar da Etiópia a cerca de 523 km a nordeste da capital Addis Ababa.